# Paradygmat interpretatywny
Paradygmat interpretatywny (The Interpretative Paradigm) – jeden z czterech głównych paradygmatów (obok ‘Radical humanist’, ‘Radical structuralist’, ‘Functionalist’) zaproponowany w 1979 roku przez Gibsona Burrella i Garetha Morgana w „Sociological paradigms and organisational analysis”. Paradygmat interpretatywny jest bezpośrednim produktem wytworzonym przez ideową tradycję niemieckiej myśli społecznej, gdzie głównym przedstawicielem był niemiecki filozof oświeceniowy Immanuel Kant. Paradygmat interpretatywny dba o rozumienie świata takim, jakim jest, i aby rozumieć go jako społeczeństwo z poziomu subiektywnych doświadczeń. Szuka wyjaśnień w domenie świadomości indywidualnej i subiektywnej, przede wszystkim w ramach uczestnika zdarzeń niż obserwatora. W odniesieniu do nauk społecznych paradygmat widzi świat wyłaniający się w procesie kreacji przez indywidualne jednostki. Społeczna rzeczywistość w zakresie jaka jest rozpoznawana, czyli jako egzystencja jest (poza świadomością poszczególnej jednostki) rozumiana bardziej jako sieć założeń i intersubiektywnych wspólnych znaczeń. Podobna myśl została wyrażona przez amerykańskiego antropologa Clifforda Geertza: „...za Maksem Weberem, człowiek jest zwierzęciem zawieszonym w sieciach znaczenia, które sam utkał” (Geertz, C. 1973). A według Moniki Kostery świat życia społecznego nie istnieje „na zewnątrz” naszego umysłu, czekając, by jego prawa zostały odkryte, ale cały czas tworzony jest przez nas samych, a więc i przez badaczy. Uczestnicy tego świata widzą go jako oczywisty, lecz zadaniem badacza jest ukazanie, jak został stworzony (interpretacja). Nauka jest zatem zbiorem gier językowych, opartych na pojęciach i regułach, które są skonstruowane przez używających język (poprzez język nadajemy światu sens i interpretujemy go).” (Kostera, M. 1996).

## Geneza i główne wpływy
Źródła i inspiracje do powstania czterech paradygmatów Burrell i Morgan odnaleźli w niemieckiej szkole myśli filozoficznej. Fundamentem tej myśli było odzwierciedlenie filozofii w taki sposób, jak podkreślał I.Kant aby wyłonić z niej zasadniczy i duchowy charakter świata społecznego. Tradycja ideowa była najważniejsza i odgrywała kluczową rolę w niemieckim nurcie filozoficznym w połowie XVIII wieku i odrodziła się pod koniec XIX wieku pod postacią tak zwanego ruchu nowo-ideowego (neo-idealist). Teoretycy jak: Wilhelm Dilthey, Max Weber, Edmund Husserl i Alfred Schütz odegrali ważniejszą rolę w kontynuacji tej myśli i ustanowili nowe struktury w społecznych analizach.

## Założeniaepistemologiczne
Spośród kluczowych założeń charakteryzujących teorię socjologii można wyróżnić dwa wymiary, które stanowią kluczowe podsumowanie do zagadnień poruszanych w obrębie tej dziedziny. Zakłada się, że naturę nauki można rozważać jako tak zwany wymiar subiektywno-obiektywny, a zagadnienia o charakterze socjologicznym pod pojęciem regulacji i radykalnej zmiany. W przypadku socjologii regulacji zakłada się, że przyjmuje ona formę debaty pomiędzy socjologią interpretatywną a funkcjonalizmem. Podobnie jest w kontekście socjologii radykalnej zmiany gdzie można było zaobserwować podział pomiędzy teoretykami opisującymi obiektywny i subiektywny pogląd na temat rzeczywistości. W latach 60. XX wieku debata przerodziła się w spór dwóch szkół myślowych czego wynikiem było zaniedbanie wymiarów regulacyjnego i radykalnej zmiany na rzecz subiektywno-obiektywnego podejścia do opisywanej rzeczywistości. W konsekwencji tych zmian Burrell i Morgan zdefiniowali cztery paradygmaty, które mogłyby być częścią wspólną i użyteczną dla szerokiego pola rozważań nad teoriami społecznymi. Relacje pomiędzy nimi zostały przedstawione w tabeli.

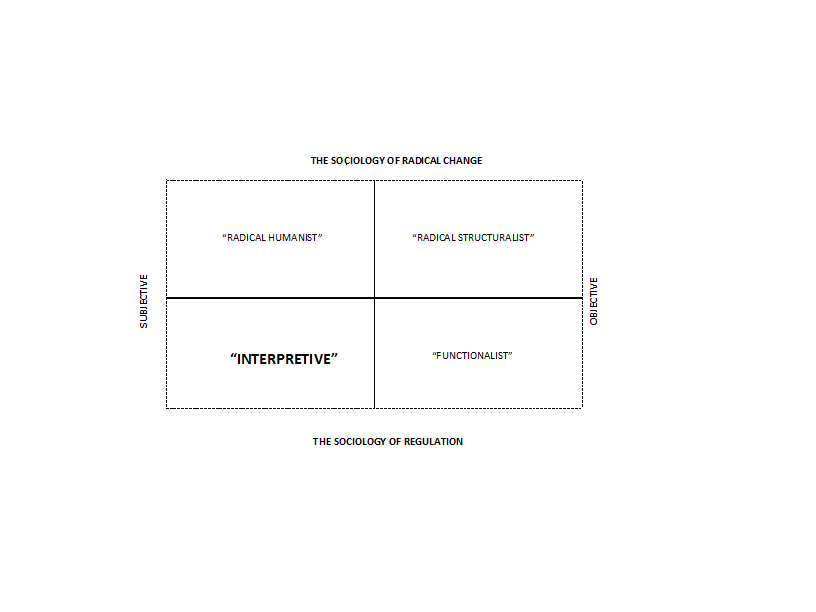
Four paradigms for the analysis of social theory. From Burrell and Morgan Sociological paradigms nad organisational analysis(1979) page: 22

## Niektóre zastosowania
Pomimo niewielkiego zainteresowania wykorzystaniem paradygmatu interpretatywnego w naukach w czasach jego powstania, znalazł on szerokie zastosowanie w naukach o organizacji obecnie. Na przykład w teorii organizacji, opisując organizacje jako „sieć powiązań o zmiennej konfiguracji” albo „organizowanie jako konstrukcja sieci działań”. W odniesieniu do kultury w organizacji Mary Jo Hatch pisała: „Chociaż członkowie kultury mogą nadawać symbolom wieloznacznym własne znaczenia, to ich interpretacje powstają w sytuacji mniej lub bardziej nieprzerwanego oddziaływania pozostałych członków kultury. Interpretacji nie tworzy się w próżni, lecz podobnie do kultury, w której są zakorzenione – powstają jako byty skonstruowane społecznie.”